# Сикейра де Лима, Жуан Батиста
Жуан Батиста Сикейра де Лима (порт.-браз. João Batista Siqueira de Lima; 24 ноября 1911, Кампус-дус-Гойтаказис, Рио-де-Жанейро — 9 мая 1963, Рио-де-Жанейро), по другим данным Жуан Батиста де Сикейра Лима (порт.-браз. João Batista de Siqueira Lima) более известный под именем Каррейро (порт.-браз. Carreiro) — бразильский футболист, левый нападающий.

## Карьера
Каррейра начал карьеру в третьем составе клуба «Сан-Кристован» в 1928 году. С 1930 года он стал выступать за основной состав команды, где провёл три сезона. В 1933 году футболист перешёл в «Васко да Гаму», сыграв в клубе год. Годом позже Каррейро стал игроком «Америки», где также сыграл лишь один сезон. А затем форвард возвратился в «Сан-Кристован», с которым в 1937 году выиграл турнир Начала чемпионата Рио-де-Жанейро. Там он играл до 1939 года. 
В 1940 году Каррейро перешёл в клуб «Флуминенсе». 10 апреля он дебютировал в составе команды в матче с «Коринтиансом» (5:3). В первый же год футболист выиграл с клубом турнир Начала чемпионата Рио-де-Жанейро, турнир Рио-Сан-Паулу и  чемпионат штата. При этом он вытеснил из состава Эркулеса. Там нападающий играл три сезона, выиграв ещё два турнира Начала и чемпионат Рио-Сан-Паулу. Всего за клуб Каррейро сыграл 128 матчей (84 победы, 20 ничьих и 24 поражения) и забил 64 гола. Последний матч в составе «Флуминенсе» форвард сыграл 6 ноября 1943 года с «Васко да Гамой», в которой его команда проиграла со счётом 1:6, при этом единственный мяч своей команды во встрече забил именно Каррейро
В 1944 году Каррейро перешёл в «Палмейрас». 20 января футболист дебютировал в составе команды в матче с «Сантосом» (1:0). 2 февраля он забил первый гол за клуб, поразив ворота «Комерсиала» (2:1). Всего за «Палмейрас» футболист провёл 8 матчей и забил 3 гола. Последний матч за клуб Каррейро сыграл 2 апреля против клуба «Португеза Сантиста» (0:1) в рамках чемпионата штата Сан-Паулу, турнира, в котором Палмейрас одержал победу. В том же году футболист перешёл в уругвайский «Пеньяроль», где и завершил карьеру, выиграв чемпионат страны.

## Международная статистика
| Матчи Каррейро за сборную Бразилии | Матчи Каррейро за сборную Бразилии | Матчи Каррейро за сборную Бразилии | Матчи Каррейро за сборную Бразилии | Матчи Каррейро за сборную Бразилии | Матчи Каррейро за сборную Бразилии | Матчи Каррейро за сборную Бразилии |
| ---------------------------------- | ---------------------------------- | ---------------------------------- | ---------------------------------- | ---------------------------------- | ---------------------------------- | ---------------------------------- |
| №                                  | Дата                               | Место проведения                   | Оппонент                           | Счёт                               | Голы                               | Турнир                             |
| 1                                  | 1 февраля 1937                     | Буэнос-Айрес                       | Аргентина                          | 0:2                                | —                                  | Чемпионат Южной Америки            |
| 2                                  | 22 января 1939                     | Рио-де-Жанейро                     | Аргентина                          | 3:2                                | —                                  | Кубок Рока                         |
| 3                                  | 18 февраля 1940                    | Сан-Паулу                          | Аргентина                          | 2:2                                | —                                  | Кубок Рока                         |
| 4                                  | 25 февраля 1940                    | Сан-Паулу                          | Аргентина                          | 0:3                                | —                                  | Кубок Рока                         |
| 5                                  | 5 марта 1940                       | Буэнос-Айрес                       | Аргентина                          | 1:6                                | —                                  | Кубок Рока                         |
| 6                                  | 10 марта 1940                      | Буэнос-Айрес                       | Аргентина                          | 3:2                                | —                                  | Кубок Рока                         |
| 7                                  | 17 марта 1940                      | Авельянеда                         | Аргентина                          | 1:5                                | —                                  | Кубок Рока                         |

## Достижения
- Победитель турнира Начала чемпионата Рио-де-Жанейро: 1937, 1940, 1941, 1943
- Чемпион штата Рио-де-Жанейро: 1940, 1941
- Победитель турнира Рио-Сан-Паулу: 1940
- Чемпион штата Сан-Паулу: 1944
- Чемпион Уругвая: 1944